# Астор Пиацола
Вижте пояснителната страница за други личности с името Астор.
Астор Пиацола (на испански: Astor Piazzolla) е аржентински музикант – инструменталист.
Известен е като големия обновител на аржентинското танго. Започва да свири на бандонеон от 8-годишен, става един от най-вдъхновените изпълнители на този инструмент. През 1939 г. влиза в състава на оркестъра на Анибал Троило – сред най-славните танго оркестри за всички времена.
С творбата си „Буенос Айрес“ от 1953 г. революционно съчетава бандонеона със симфоничен оркестър. Неговата собствена формация, „Октет Буенос Айрес“, през 1955 г. слага началото на новата ера в тангото.
Астор Пиацола е сред вдъхновителите и от изигралите най-важна роля в живота на великия китарист Ал Ди Меола, който издава албуми с творчеството на Пиацола.